# Uruguay en la Copa América Femenina 2025
La selección femenina de fútbol de Uruguay es uno de los 10 equipos participantes en la Copa América Femenina 2025. El torneo tiene lugar en Ecuador, llevándose a cabo entre el 11 de julio y el 2 de agosto.

## Preparación

### Amistosos de preparación
| Fecha                 | Lugar    | Competición |          |                     | Resultado |                    |         |
| --------------------- | -------- | ----------- | -------- | ------------------- | --------- | ------------------ | ------- |
| 21 de febrero de 2025 | Ypané    | Amistoso    | Paraguay | Bandera de Paraguay | 1:2 (1:1) | Bandera de Uruguay | Uruguay |
| 24 de febrero de 2025 | Ypané    | Amistoso    | Paraguay | Bandera de Paraguay | 0:1 (0:0) | Bandera de Uruguay | Uruguay |
| 30 de mayo de 2025    | Puebla   | Amistoso    | México   | Bandera de México   | 2:2 (1:0) | Bandera de Uruguay | Uruguay |
| 3 de junio de 2025    | Tlaxcala | Amistoso    | México   | Bandera de México   | 1:0 (0:0) | Bandera de Uruguay | Uruguay |

## Plantel

### Lista de convocadas
Entrenador:  Eduardo Moscoso
La plantilla definitiva del equipo fue anunciada el 13 de junio. Debido a una lesión, Solange Lemos fue sustituida por Alison Latúa.
| No. | Pos. | Jugadora             | Fecha de nacimiento (edad)         | Apa. | Goles | Club                  |
| --- | ---- | -------------------- | ---------------------------------- | ---- | ----- | --------------------- |
| 1   | POR  | Romina Olmedo        | 7 de octubre de 2006 (18 años)     | -    | -     | Defensor Sporting     |
| 2   | DEF  | Stephanie Lacoste    | 9 de septiembre de 1996 (28 años)  | -    | -     | Internacional         |
| 3   | DEF  | Daiana Farías        | 26 de enero de 1999 (26 años)      | -    | -     | Peñarol               |
| 4   | DEF  | Laura Felipe         | 3 de marzo de 1998 (27 años)       | -    | -     | Newell's Old Boys     |
| 5   | MED  | Micaela Fitipaldi    | 22 de septiembre de 1999 (25 años) | -    | -     | Nacional              |
| 6   | MED  | Sindy Ramírez        | 28 de enero de 1991 (34 años)      | -    | -     | Racing                |
| 7   | DEF  | Stephanie Tregartten | 13 de octubre de 1997 (27 años)    | -    | -     | Real Oviedo           |
| 8   | MED  | Ximena Velazco       | 31 de julio de 1995 (29 años)      | -    | -     | DUX Logroño           |
| 9   | MED  | Pamela González      | 28 de septiembre de 1995 (29 años) | -    | -     | Sevilla               |
| 10  | DEL  | Belén Aquino         | 1 de febrero de 2002 (23 años)     | -    | -     | Internacional         |
| 11  | DEL  | Esperanza Pizarro    | 15 de abril de 2001 (24 años)      | -    | -     | Eibar                 |
| 12  | POR  | Agustina Sánchez     | 11 de septiembre de 1999 (25 años) | -    | -     | Belgrano              |
| 13  | POR  | Sofía Olivera        | 14 de agosto de 1991 (33 años)     | -    | -     | Gimnasia y Esgrima    |
| 14  | DEL  | Alaides Paz          | 27 de mayo de 1996 (29 años)       | -    | -     | Belgrano              |
| 15  | DEF  | Fátima Barone        | 17 de septiembre de 1999 (25 años) | -    | -     | Belgrano              |
| 16  | DEF  | Yannel Correa        | 10 de septiembre de 1996 (28 años) | -    | -     | Alhama                |
| 17  | MED  | Pilar González       | 29 de junio de 1992 (33 años)      | -    | -     | Talleres              |
| 18  | MED  | Alison Latúa         | 23 de mayo de 2003 (22 años)       | -    | -     | Nacional              |
| 19  | DEL  | Wendy Carballo       | 28 de julio de 2002 (22 años)      | -    | -     | Bahia                 |
| 20  | MED  | Ángela Gómez         | 19 de agosto de 2002 (22 años)     | -    | -     | Bahia                 |
| 21  | DEF  | Juliana Viera        | 8 de mayo de 2002 (23 años)        | -    | -     | East Carolina Pirates |
| 22  | DEL  | Yamila Dornelles     | 9 de julio de 2006 (19 años)       | -    | -     | Nacional              |
| 23  | MED  | Ilana Guedes         | 13 de marzo de 2007 (18 años)      | -    | -     | Liverpool             |

## Participación

### Partidos
| Fecha       | Lugar | Instancia                    |           |                      | Resultado          |                      |           |
| ----------- | ----- | ---------------------------- | --------- | -------------------- | ------------------ | -------------------- | --------- |
| 11 de julio | Quito | Fase de grupos               | Ecuador   | Bandera de Ecuador   | 2:2 (0:1)          | Bandera de Uruguay   | Uruguay   |
| 15 de julio | Quito | Fase de grupos               | Uruguay   | Bandera de Uruguay   | 0:1 (0:0)          | Bandera de Argentina | Argentina |
| 18 de julio | Quito | Fase de grupos               | Uruguay   | Bandera de Uruguay   | 1:0 (0:0)          | Bandera de Perú      | Perú      |
| 24 de julio | Quito | Fase de grupos               | Chile     | Bandera de Chile     | 0:3 (0:1)          | Bandera de Uruguay   | Uruguay   |
| 29 de julio | Quito | Semifinales                  | Brasil    | Bandera de Brasil    | 5:1 (3:0)          | Bandera de Uruguay   | Uruguay   |
| 1 de agosto | Quito | Definición del tercer puesto | Argentina | Bandera de Argentina | 2:2 (1:2) (5:4 p.) | Bandera de Uruguay   | Uruguay   |

### Fase de grupos - Grupo A

#### Posiciones
| Equipo    | Pts | PJ | PG | PE | PP | GF | GC | Dif |
| --------- | --- | -- | -- | -- | -- | -- | -- | --- |
| Argentina | 12  | 4  | 4  | 0  | 0  | 6  | 1  | +5  |
| Uruguay   | 7   | 4  | 2  | 1  | 1  | 6  | 3  | +3  |
| Chile     | 6   | 4  | 2  | 0  | 2  | 6  | 6  | 0   |
| Ecuador   | 4   | 4  | 1  | 1  | 2  | 6  | 7  | -1  |
| Perú      | 0   | 4  | 0  | 0  | 4  | 1  | 8  | -7  |

     — Clasificado para las semifinales.

     — Clasificado para la definición por el quinto puesto.

#### Ecuador vs. Uruguay
| 11 de julio | Ecuador                       | 2:2 (0:1) | Uruguay                          | Estadio Banco Guayaquil, Quito |                       |
| 19:00       | Correa 72' (a.g.) · Arias 78' | Reporte   | Aquino 11' · González 53' (pen.) | Árbitra: Daiane Muniz          | Árbitra: Daiane Muniz |

| 12         | Guardameta     | Andrea Moran      |     |
| 19         | Defensa        | Kerlly Real       | 89' |
| 2          | Defensa        | Mayerli Rodríguez |     |
| 16         | Defensa        | Ligia Moreira     |     |
| 23         | Defensa        | Jessy Caicedo     | 64' |
| 20         | Centrocampista | Danna Pesántez    |     |
| 5          | Centrocampista | Stefany Cedeño    | 77' |
| 10         | Centrocampista | Joselyn Espinales |     |
| 15         | Centrocampista | Manoly Baquerizo  | 46' |
| 21         | Delantero      | Milagro Barahona  | 46' |
| 9          | Delantero      | Nayely Bolaños    |     |
| Entrenador | Entrenador     | Eduardo Moscoso   |     |

| 12         | Guardameta     | Agustina Sánchez     |     |
| 4          | Defensa        | Laura Felipe         |     |
| 16         | Defensa        | Yannel Correa        |     |
| 2          | Defensa        | Stephanie Lacoste    |     |
| 7          | Defensa        | Stephanie Tregartten |     |
| 8          | Centrocampista | Ximena Velazco       | 79' |
| 17         | Centrocampista | Pilar González       | 60' |
| 9          | Centrocampista | Pamela González      |     |
| 21         | Centrocampista | Juliana Viera        | 60' |
| 19         | Delantero      | Wendy Carballo       | 79' |
| 10         | Delantero      | Belén Aquino         | 69' |
| Entrenador | Entrenador     | Ariel Longo          |     |

| 11 | Delantero      | Karen Flores     | 46' |
| 7  | Delantero      | Emily Arias      | 46' |
| 13 | Delantero      | Nicole Charcopa  | 64' |
| 4  | Defensa        | Justine Cuadrada | 77' |
| 17 | Centrocampista | Mailyn Arreaga   | 89' |

| 14 | Delantero      | Alaides Paz       | 60' |
| 23 | Centrocampista | Ilana Guedes      | 60' |
| 5  | Centrocampista | Micaela Fitipaldi | 69' |
| 3  | Defensa        | Daiana Farías     | 79' |
| 20 | Centrocampista | Ángela Gómez      | 79' |

| Anotado           | 72' | Yannel Correa | 1:2 |
| Anotado · Autogol | 78' | Emily Arias   | 2:2 |

| Anotado | 11' | Belén Aquino    | 0:1 |
| Anotado | 53' | Pamela González | 0:2 |

| Amonestado | 17' | Manoly Baquerizo |

| Amonestado | 19'   | Laura Felipe    |
| Amonestado | 90+1' | Pamela González |
| Amonestado | 90+6' | Daiana Farías   |

| Árbitra             | Daiane Muniz     |
| Árbitras asistentes | Leila Moreira    |
| Árbitras asistentes | Maira Mastella   |
| Cuarta árbitra      | Adriana Farfán   |
| Quinta árbitra      | Elizabeth Blanco |
| Asesora de árbitras | Cynthia Franco   |

| 12         | Guardameta     | Andrea Moran      |     |
| 19         | Defensa        | Kerlly Real       | 89' |
| 2          | Defensa        | Mayerli Rodríguez |     |
| 16         | Defensa        | Ligia Moreira     |     |
| 23         | Defensa        | Jessy Caicedo     | 64' |
| 20         | Centrocampista | Danna Pesántez    |     |
| 5          | Centrocampista | Stefany Cedeño    | 77' |
| 10         | Centrocampista | Joselyn Espinales |     |
| 15         | Centrocampista | Manoly Baquerizo  | 46' |
| 21         | Delantero      | Milagro Barahona  | 46' |
| 9          | Delantero      | Nayely Bolaños    |     |
| Entrenador | Entrenador     | Eduardo Moscoso   |     |

| 12         | Guardameta     | Agustina Sánchez     |     |
| 4          | Defensa        | Laura Felipe         |     |
| 16         | Defensa        | Yannel Correa        |     |
| 2          | Defensa        | Stephanie Lacoste    |     |
| 7          | Defensa        | Stephanie Tregartten |     |
| 8          | Centrocampista | Ximena Velazco       | 79' |
| 17         | Centrocampista | Pilar González       | 60' |
| 9          | Centrocampista | Pamela González      |     |
| 21         | Centrocampista | Juliana Viera        | 60' |
| 19         | Delantero      | Wendy Carballo       | 79' |
| 10         | Delantero      | Belén Aquino         | 69' |
| Entrenador | Entrenador     | Ariel Longo          |     |

| 11 | Delantero      | Karen Flores     | 46' |
| 7  | Delantero      | Emily Arias      | 46' |
| 13 | Delantero      | Nicole Charcopa  | 64' |
| 4  | Defensa        | Justine Cuadrada | 77' |
| 17 | Centrocampista | Mailyn Arreaga   | 89' |

| 14 | Delantero      | Alaides Paz       | 60' |
| 23 | Centrocampista | Ilana Guedes      | 60' |
| 5  | Centrocampista | Micaela Fitipaldi | 69' |
| 3  | Defensa        | Daiana Farías     | 79' |
| 20 | Centrocampista | Ángela Gómez      | 79' |

| Anotado           | 72' | Yannel Correa | 1:2 |
| Anotado · Autogol | 78' | Emily Arias   | 2:2 |

| Anotado | 11' | Belén Aquino    | 0:1 |
| Anotado | 53' | Pamela González | 0:2 |

| Amonestado | 17' | Manoly Baquerizo |

| Amonestado | 19'   | Laura Felipe    |
| Amonestado | 90+1' | Pamela González |
| Amonestado | 90+6' | Daiana Farías   |

| Árbitra             | Daiane Muniz     |
| Árbitras asistentes | Leila Moreira    |
| Árbitras asistentes | Maira Mastella   |
| Cuarta árbitra      | Adriana Farfán   |
| Quinta árbitra      | Elizabeth Blanco |
| Asesora de árbitras | Cynthia Franco   |

| Estadísticas      | Bandera de Ecuador | Bandera de Uruguay |
| Tiros             | 15                 | 3                  |
| Tiros a puerta    | 6                  | 3                  |
| Faltas            | 15                 | 21                 |
| Saques de esquina | 6                  | 1                  |
| Penaltis          | 0                  | 1                  |
| Fueras de juego   | 3                  | 0                  |
| Posesión de balón | 66%                | 34%                |

#### Uruguay vs. Argentina
| 15 de julio | Uruguay | 0:1 (0:0) | Argentina      | Estadio Banco Guayaquil, Quito |                         |
| 16:00       |         | Reporte   | Bonsegundo 76' | Árbitra: Zulma Quiñones        | Árbitra: Zulma Quiñones |

| 12         | Guardameta     | Agustina Sánchez     |     |
| 20         | Defensa        | Ángela Gómez         |     |
| 16         | Defensa        | Yannel Correa        | 67' |
| 2          | Defensa        | Stephanie Lacoste    |     |
| 7          | Defensa        | Stephanie Tregartten |     |
| 4          | Centrocampista | Laura Felipe         | 78' |
| 9          | Centrocampista | Pamela González      |     |
| 8          | Centrocampista | Ximena Velazco       | 78' |
| 11         | Centrocampista | Esperanza Pizarro    | 56' |
| 19         | Delantero      | Wendy Carballo       |     |
| 10         | Delantero      | Belén Aquino         | 67' |
| Entrenador | Entrenador     | Ariel Longo          |     |

| 1          | Guardameta     | Solana Pereyra       |     |
| 16         | Defensa        | Evelyn Domínguez     |     |
| 13         | Defensa        | Sophia Braun         |     |
| 6          | Defensa        | Aldana Cometti       |     |
| 3          | Defensa        | Eliana Stabile       |     |
| 18         | Centrocampista | Carolina Troncoso    | 54' |
| 22         | Centrocampista | Betina Soriano       | 68' |
| 8          | Centrocampista | Daiana Falfán        |     |
| 10         | Centrocampista | Maricel Pereyra      |     |
| 11         | Delantero      | Yamila Rodríguez     | 88' |
| 15         | Delantero      | Florencia Bonsegundo |     |
| Entrenador | Entrenador     | Germán Portanova     |     |

| 21 | Defensa        | Juliana Viera     | 56' |
| 3  | Defensa        | Daiana Farías     | 67' |
| 14 | Delantero      | Alaides Bonilla   | 67' |
| 5  | Centrocampista | Micaela Fitipaldi | 78' |
| 6  | Centrocampista | Sindy Ramírez     | 78' |

| 9  | Delantero      | Kishi Núñez        | 54' |
| 19 | Centrocampista | Agostina Holzheier | 68' |
| 5  | Centrocampista | Vanina Preininger  | 88' |

| Anotado | 76' | Florencia Bonsegundo | 0:1 |

| Amonestado | 81' | Wendy Carballo |

| Otorgado · Expulsado | 81' | Wendy Carballo |

| Árbitra             | Zulma Quiñonez     |
| Árbitras asistentes | Nadia Weiler       |
| Árbitras asistentes | Nancy Fernández    |
| Cuarta árbitra      | Emikar Calderas    |
| Quinta árbitra      | Migdalia Rodríguez |
| Asesora de árbitras | Regildenia Moura   |

| 12         | Guardameta     | Agustina Sánchez     |     |
| 20         | Defensa        | Ángela Gómez         |     |
| 16         | Defensa        | Yannel Correa        | 67' |
| 2          | Defensa        | Stephanie Lacoste    |     |
| 7          | Defensa        | Stephanie Tregartten |     |
| 4          | Centrocampista | Laura Felipe         | 78' |
| 9          | Centrocampista | Pamela González      |     |
| 8          | Centrocampista | Ximena Velazco       | 78' |
| 11         | Centrocampista | Esperanza Pizarro    | 56' |
| 19         | Delantero      | Wendy Carballo       |     |
| 10         | Delantero      | Belén Aquino         | 67' |
| Entrenador | Entrenador     | Ariel Longo          |     |

| 1          | Guardameta     | Solana Pereyra       |     |
| 16         | Defensa        | Evelyn Domínguez     |     |
| 13         | Defensa        | Sophia Braun         |     |
| 6          | Defensa        | Aldana Cometti       |     |
| 3          | Defensa        | Eliana Stabile       |     |
| 18         | Centrocampista | Carolina Troncoso    | 54' |
| 22         | Centrocampista | Betina Soriano       | 68' |
| 8          | Centrocampista | Daiana Falfán        |     |
| 10         | Centrocampista | Maricel Pereyra      |     |
| 11         | Delantero      | Yamila Rodríguez     | 88' |
| 15         | Delantero      | Florencia Bonsegundo |     |
| Entrenador | Entrenador     | Germán Portanova     |     |

| 21 | Defensa        | Juliana Viera     | 56' |
| 3  | Defensa        | Daiana Farías     | 67' |
| 14 | Delantero      | Alaides Bonilla   | 67' |
| 5  | Centrocampista | Micaela Fitipaldi | 78' |
| 6  | Centrocampista | Sindy Ramírez     | 78' |

| 9  | Delantero      | Kishi Núñez        | 54' |
| 19 | Centrocampista | Agostina Holzheier | 68' |
| 5  | Centrocampista | Vanina Preininger  | 88' |

| Anotado | 76' | Florencia Bonsegundo | 0:1 |

| Amonestado | 81' | Wendy Carballo |

| Otorgado · Expulsado | 81' | Wendy Carballo |

| Árbitra             | Zulma Quiñonez     |
| Árbitras asistentes | Nadia Weiler       |
| Árbitras asistentes | Nancy Fernández    |
| Cuarta árbitra      | Emikar Calderas    |
| Quinta árbitra      | Migdalia Rodríguez |
| Asesora de árbitras | Regildenia Moura   |

| Estadísticas      | Bandera de Uruguay | Bandera de Argentina |
| Tiros             | 9                  | 13                   |
| Tiros a puerta    | 4                  | 3                    |
| Faltas            | 8                  | 13                   |
| Saques de esquina | 3                  | 3                    |
| Penaltis          | 0                  | 0                    |
| Fueras de juego   | 1                  | 2                    |
| Posesión de balón | 40%                | 60%                  |

#### Uruguay vs. Perú
| 18 de julio | Uruguay    | 1:0 (0:0) | Perú | Estadio Banco Guayaquil, Quito |                         |
| 16:00       | Aquino 64' | Reporte   |      | Árbitra: Adriana Farfán        | Árbitra: Adriana Farfán |

| 12         | Guardameta     | Agustina Sánchez     |     |
| 4          | Defensa        | Laura Felipe         |     |
| 16         | Defensa        | Yannel Correa        |     |
| 2          | Defensa        | Stephanie Lacoste    |     |
| 7          | Defensa        | Stephanie Tregartten | 46' |
| 20         | Centrocampista | Ángela Gómez         | 46' |
| 9          | Centrocampista | Pamela González      |     |
| 8          | Centrocampista | Ximena Velazco       |     |
| 22         | Centrocampista | Yamila Dornelles     | 60' |
| 10         | Delantero      | Belén Aquino         | 86' |
| 11         | Delantero      | Esperanza Pizarro    |     |
| Entrenador | Entrenador     | Ariel Longo          |     |

| 1           | Guardameta     | Savannah Madden  | 46' |
| 18          | Defensa        | Alisson Azabache | 46' |
| 17          | Defensa        | Fabiola Herrera  |     |
| 3           | Defensa        | Tifani Molina    |     |
| 14          | Defensa        | Scarleth Flores  |     |
| 13          | Centrocampista | Mía León         | 84' |
| 7           | Centrocampista | Sandy Dorador    | 59' |
| 11          | Centrocampista | Xioczana Canales | 59' |
| 6           | Centrocampista | Claudia Cagnina  |     |
| 21          | Centrocampista | Nora Bilcape     |     |
| 9           | Delantero      | Pierina Núñez    |     |
| Entrenadora | Entrenadora    | Emily Lima       |     |

| 21 | Defensa        | Juliana Viera    | 46' |
| 14 | Delantero      | Alaides Bonilla  | 46' |
| 23 | Delantero      | Yamila Dornelles | 60' |
| 6  | Centrocampista | Sindy Ramírez    | 86' |

| 12 | Guardameta     | Maryory Sánchez    | 46' |
| 2  | Defensa        | Gianella Romero    | 46' |
| 22 | Delantero      | Mía Obando         | 59' |
| 8  | Centrocampista | Geraldine Cisneros | 59' |
| 16 | Delantero      | Yomira Tacilla     | 84' |

| Anotado | 64' | Belén Aquino | 1:0 |

| Amonestado | 31' | Stephanie Tregartten |
| Amonestado | 43' | Ilana Guedes         |

| Amonestado | 33' | Xioczana Canales |

| Árbitra             | Adriana Farfán   |
| Árbitras asistentes | Elizabeth Blanco |
| Árbitras asistentes | Maricela Urapuca |
| Cuarta árbitra      | Emikar Calderas  |
| Quinta árbitra      | Francis García   |
| Asesora de árbitras | Cynthia Franco   |

| 12         | Guardameta     | Agustina Sánchez     |     |
| 4          | Defensa        | Laura Felipe         |     |
| 16         | Defensa        | Yannel Correa        |     |
| 2          | Defensa        | Stephanie Lacoste    |     |
| 7          | Defensa        | Stephanie Tregartten | 46' |
| 20         | Centrocampista | Ángela Gómez         | 46' |
| 9          | Centrocampista | Pamela González      |     |
| 8          | Centrocampista | Ximena Velazco       |     |
| 22         | Centrocampista | Yamila Dornelles     | 60' |
| 10         | Delantero      | Belén Aquino         | 86' |
| 11         | Delantero      | Esperanza Pizarro    |     |
| Entrenador | Entrenador     | Ariel Longo          |     |

| 1           | Guardameta     | Savannah Madden  | 46' |
| 18          | Defensa        | Alisson Azabache | 46' |
| 17          | Defensa        | Fabiola Herrera  |     |
| 3           | Defensa        | Tifani Molina    |     |
| 14          | Defensa        | Scarleth Flores  |     |
| 13          | Centrocampista | Mía León         | 84' |
| 7           | Centrocampista | Sandy Dorador    | 59' |
| 11          | Centrocampista | Xioczana Canales | 59' |
| 6           | Centrocampista | Claudia Cagnina  |     |
| 21          | Centrocampista | Nora Bilcape     |     |
| 9           | Delantero      | Pierina Núñez    |     |
| Entrenadora | Entrenadora    | Emily Lima       |     |

| 21 | Defensa        | Juliana Viera    | 46' |
| 14 | Delantero      | Alaides Bonilla  | 46' |
| 23 | Delantero      | Yamila Dornelles | 60' |
| 6  | Centrocampista | Sindy Ramírez    | 86' |

| 12 | Guardameta     | Maryory Sánchez    | 46' |
| 2  | Defensa        | Gianella Romero    | 46' |
| 22 | Delantero      | Mía Obando         | 59' |
| 8  | Centrocampista | Geraldine Cisneros | 59' |
| 16 | Delantero      | Yomira Tacilla     | 84' |

| Anotado | 64' | Belén Aquino | 1:0 |

| Amonestado | 31' | Stephanie Tregartten |
| Amonestado | 43' | Ilana Guedes         |

| Amonestado | 33' | Xioczana Canales |

| Árbitra             | Adriana Farfán   |
| Árbitras asistentes | Elizabeth Blanco |
| Árbitras asistentes | Maricela Urapuca |
| Cuarta árbitra      | Emikar Calderas  |
| Quinta árbitra      | Francis García   |
| Asesora de árbitras | Cynthia Franco   |

| Estadísticas      | Bandera de Uruguay | Bandera de Perú |
| Tiros             | 23                 | 9               |
| Tiros a puerta    | 6                  | 5               |
| Faltas            | 13                 | 11              |
| Saques de esquina | 8                  | 2               |
| Penaltis          | 1                  | 0               |
| Fueras de juego   | 4                  | 1               |
| Posesión de balón | 53%                | 47%             |

#### Chile vs. Uruguay
| 24 de julio | Chile | 0:3 (0:2) | Uruguay                                     | Estadio Gonzalo Pozo Ripalda, Quito |                           |
| 19:00       |       | Reporte   | Pa. González 40' (pen.) · Carballo 65', 73' | Árbitra: Ivana Projkovska           | Árbitra: Ivana Projkovska |

| 1          | Guardameta     | Antonia Canales   |     |
| 22         | Defensa        | Rosario Balmaceda | 71' |
| 3          | Defensa        | Fernanda Ramírez  |     |
| 18         | Defensa        | Camila Sáez       |     |
| 17         | Defensa        | Fernanda Pinilla  |     |
| 6          | Centrocampista | Yastin Jiménez    |     |
| 10         | Centrocampista | Yanara Aedo       | 71' |
| 21         | Centrocampista | Mary Valencia     | 87' |
| 8          | Centrocampista | Karen Araya       |     |
| 7          | Centrocampista | Yenny Acuña       | 46' |
| 9          | Delantero      | Sonya Keefe       |     |
| Entrenador | Entrenador     | Luis Mena         |     |

| 12         | Guardameta     | Agustina Sánchez     |     |
| 4          | Defensa        | Laura Felipe         | 77' |
| 16         | Defensa        | Yannel Correa        |     |
| 2          | Defensa        | Stephanie Lacoste    |     |
| 7          | Defensa        | Stephanie Tregartten |     |
| 19         | Centrocampista | Wendy Carballo       | 76' |
| 8          | Centrocampista | Ximena Velazco       |     |
| 9          | Centrocampista | Pamela González      |     |
| 21         | Centrocampista | Juliana Viera        | 68' |
| 10         | Delantero      | Belén Aquino         | 58' |
| 11         | Delantero      | Esperanza Pizarro    |     |
| Entrenador | Entrenador     | Ariel Longo          |     |

| 11 | Centrocampista | Yessenia López  | 46' |
| 19 | Delantero      | Pamela Cabezas  | 71' |
| 14 | Delantero      | Vaitiare Pardo  | 71' |
| 13 | Defensa        | Claudia Salfate | 87' |

| 14 | Delantero      | Alaides Paz      | 58' |
| 23 | Delantero      | Yamila Dornelles | 68' |
| 6  | Centrocampista | Sindy Ramírez    | 76' |
| 20 | Centrocampista | Ángela Gómez     | 77' |

| Anotado · Penal | 40' | Pamela González | 0:1 |
| Anotado         | 65' | Wendy Carballo  | 0:2 |
| Anotado         | 73' | Wendy Carballo  | 0:3 |

| Amonestado | 12' | Camila Sáez |

| Amonestado | 7'  | Laura Felipe         |
| Amonestado | 77' | Pamela González      |
| Amonestado | 88' | Stephanie Tregartten |

| Árbitra             | Ivana Projkovska    |
| Árbitras asistentes | Giulia Tempestilli  |
| Árbitras asistentes | Iragartze Fernández |
| Cuarta árbitra      | Emikar Calderas     |
| Quinta árbitra      | Francis García      |
| Asesor de árbitras  | Ricardo Casas       |

| 1          | Guardameta     | Antonia Canales   |     |
| 22         | Defensa        | Rosario Balmaceda | 71' |
| 3          | Defensa        | Fernanda Ramírez  |     |
| 18         | Defensa        | Camila Sáez       |     |
| 17         | Defensa        | Fernanda Pinilla  |     |
| 6          | Centrocampista | Yastin Jiménez    |     |
| 10         | Centrocampista | Yanara Aedo       | 71' |
| 21         | Centrocampista | Mary Valencia     | 87' |
| 8          | Centrocampista | Karen Araya       |     |
| 7          | Centrocampista | Yenny Acuña       | 46' |
| 9          | Delantero      | Sonya Keefe       |     |
| Entrenador | Entrenador     | Luis Mena         |     |

| 12         | Guardameta     | Agustina Sánchez     |     |
| 4          | Defensa        | Laura Felipe         | 77' |
| 16         | Defensa        | Yannel Correa        |     |
| 2          | Defensa        | Stephanie Lacoste    |     |
| 7          | Defensa        | Stephanie Tregartten |     |
| 19         | Centrocampista | Wendy Carballo       | 76' |
| 8          | Centrocampista | Ximena Velazco       |     |
| 9          | Centrocampista | Pamela González      |     |
| 21         | Centrocampista | Juliana Viera        | 68' |
| 10         | Delantero      | Belén Aquino         | 58' |
| 11         | Delantero      | Esperanza Pizarro    |     |
| Entrenador | Entrenador     | Ariel Longo          |     |

| 11 | Centrocampista | Yessenia López  | 46' |
| 19 | Delantero      | Pamela Cabezas  | 71' |
| 14 | Delantero      | Vaitiare Pardo  | 71' |
| 13 | Defensa        | Claudia Salfate | 87' |

| 14 | Delantero      | Alaides Paz      | 58' |
| 23 | Delantero      | Yamila Dornelles | 68' |
| 6  | Centrocampista | Sindy Ramírez    | 76' |
| 20 | Centrocampista | Ángela Gómez     | 77' |

| Anotado · Penal | 40' | Pamela González | 0:1 |
| Anotado         | 65' | Wendy Carballo  | 0:2 |
| Anotado         | 73' | Wendy Carballo  | 0:3 |

| Amonestado | 12' | Camila Sáez |

| Amonestado | 7'  | Laura Felipe         |
| Amonestado | 77' | Pamela González      |
| Amonestado | 88' | Stephanie Tregartten |

| Árbitra             | Ivana Projkovska    |
| Árbitras asistentes | Giulia Tempestilli  |
| Árbitras asistentes | Iragartze Fernández |
| Cuarta árbitra      | Emikar Calderas     |
| Quinta árbitra      | Francis García      |
| Asesor de árbitras  | Ricardo Casas       |

| Estadísticas      | Bandera de Chile | Bandera de Uruguay |
| Tiros             | 12               | 5                  |
| Tiros a puerta    | 0                | 3                  |
| Faltas            | 12               | 15                 |
| Saques de esquina | 5                | 2                  |
| Penaltis          | 0                | 1                  |
| Fueras de juego   | 2                | 1                  |
| Posesión de balón | 63%              | 37%                |

### Semifinales

#### Brasil vs. Uruguay
| 29 de julio | Brasil                                                               | 5:1 (3:0) | Uruguay             | Estadio Rodrigo Paz Delgado, Quito           |                                              |
| 19:00       | Amanda 11', 65' · Gio Garbelini 13' · Marta 27' (pen.) · Dudinha 86' | Reporte   | Isa Haas 51' (a.g.) | Árbitra: Zulma Quiñonez VAR: Wilfredo Campos | Árbitra: Zulma Quiñonez VAR: Wilfredo Campos |

| 14         | Guardameta     | Claudia          |     |
| 2          | Defensa        | Antônia          |     |
| 3          | Defensa        | Tarciane         | 53' |
| 23         | Defensa        | Isa Haas         | 59' |
| 22         | Centrocampista | Luany            |     |
| 8          | Centrocampista | Angelina         | 46' |
| 5          | Centrocampista | Duda Sampaio     |     |
| 16         | Centrocampista | Fátima Dutra     |     |
| 10         | Centrocampista | Marta            | 79' |
| 9          | Delantero      | Amanda Gutierres |     |
| 11         | Delantero      | Gio Garbelini    | 46' |
| Entrenador | Entrenador     | Arthur Elías     |     |

| 12         | Guardameta     | Agustina Sánchez  |     |
| 20         | Defensa        | Ángela Gómez      | 80' |
| 3          | Defensa        | Daiana Farías     | 85' |
| 16         | Defensa        | Yannel Correa     |     |
| 21         | Defensa        | Juliana Viera     |     |
| 14         | Centrocampista | Alaides Paz       | 46' |
| 2          | Centrocampista | Stephanie Lacoste |     |
| 8          | Centrocampista | Ximena Velazco    |     |
| 19         | Centrocampista | Wendy Carballo    |     |
| 10         | Delantero      | Belén Aquino      |     |
| 11         | Delantero      | Esperanza Pizarro |     |
| Entrenador | Entrenador     | Ariel Longo       |     |

| 21 | Delantero      | Dudinha      | 46' |
| 17 | Centrocampista | Vitória Yaya | 46' |
| 4  | Defensa        | Kaká         | 59' |
| 20 | Centrocampista | Mariza       | 59' |
| 7  | Delantero      | Kerolin      | 79' |

| 17 | Centrocampista | Pilar González    | 46' |
| 5  | Centrocampista | Micaela Fitipaldi | 80' |
| 15 | Defensa        | Fátima Barone     | 85' |

| Anotado         | 11' | Amanda Gutierres | 1:0 |
| Anotado         | 13' | Gio Garbelini    | 2:0 |
| Anotado · Penal | 27' | Marta            | 3:0 |
| Anotado         | 65' | Amanda Gutierres | 4:1 |
| Anotado         | 86' | Dudinha          | 5:1 |

| Anotado · Autogol | 51' | Isa Haas | 3:1 |

| Amonestado | 28' | Isa Haas |
| Amonestado | 84' | Kaká     |

| Amonestado | 8'  | Wendy Carballo   |
| Amonestado | 53' | Eduardo Moscoso  |
| Amonestado | 63' | Daiana Farías    |
| Amonestado | 71' | Agustina Sánchez |

| Expulsado | 58' | Yamila Dornelles |

| Árbitra             | Zulma Quiñonez   |
| Árbitras asistentes | Nadia Weiler     |
| Árbitras asistentes | Nancy Fernández  |
| Cuarta árbitra      | Adriana Farfán   |
| Quinta árbitra      | Elizabeth Blanco |
| VAR                 | Wilfredo Campos  |
| AVAR                | Wilma Balderrama |
| Asesora de árbitras | Sandra Zambrano  |
| Quality Manager     | Barbra Bastias   |

| 14         | Guardameta     | Claudia          |     |
| 2          | Defensa        | Antônia          |     |
| 3          | Defensa        | Tarciane         | 53' |
| 23         | Defensa        | Isa Haas         | 59' |
| 22         | Centrocampista | Luany            |     |
| 8          | Centrocampista | Angelina         | 46' |
| 5          | Centrocampista | Duda Sampaio     |     |
| 16         | Centrocampista | Fátima Dutra     |     |
| 10         | Centrocampista | Marta            | 79' |
| 9          | Delantero      | Amanda Gutierres |     |
| 11         | Delantero      | Gio Garbelini    | 46' |
| Entrenador | Entrenador     | Arthur Elías     |     |

| 12         | Guardameta     | Agustina Sánchez  |     |
| 20         | Defensa        | Ángela Gómez      | 80' |
| 3          | Defensa        | Daiana Farías     | 85' |
| 16         | Defensa        | Yannel Correa     |     |
| 21         | Defensa        | Juliana Viera     |     |
| 14         | Centrocampista | Alaides Paz       | 46' |
| 2          | Centrocampista | Stephanie Lacoste |     |
| 8          | Centrocampista | Ximena Velazco    |     |
| 19         | Centrocampista | Wendy Carballo    |     |
| 10         | Delantero      | Belén Aquino      |     |
| 11         | Delantero      | Esperanza Pizarro |     |
| Entrenador | Entrenador     | Ariel Longo       |     |

| 21 | Delantero      | Dudinha      | 46' |
| 17 | Centrocampista | Vitória Yaya | 46' |
| 4  | Defensa        | Kaká         | 59' |
| 20 | Centrocampista | Mariza       | 59' |
| 7  | Delantero      | Kerolin      | 79' |

| 17 | Centrocampista | Pilar González    | 46' |
| 5  | Centrocampista | Micaela Fitipaldi | 80' |
| 15 | Defensa        | Fátima Barone     | 85' |

| Anotado         | 11' | Amanda Gutierres | 1:0 |
| Anotado         | 13' | Gio Garbelini    | 2:0 |
| Anotado · Penal | 27' | Marta            | 3:0 |
| Anotado         | 65' | Amanda Gutierres | 4:1 |
| Anotado         | 86' | Dudinha          | 5:1 |

| Anotado · Autogol | 51' | Isa Haas | 3:1 |

| Amonestado | 28' | Isa Haas |
| Amonestado | 84' | Kaká     |

| Amonestado | 8'  | Wendy Carballo   |
| Amonestado | 53' | Eduardo Moscoso  |
| Amonestado | 63' | Daiana Farías    |
| Amonestado | 71' | Agustina Sánchez |

| Expulsado | 58' | Yamila Dornelles |

| Árbitra             | Zulma Quiñonez   |
| Árbitras asistentes | Nadia Weiler     |
| Árbitras asistentes | Nancy Fernández  |
| Cuarta árbitra      | Adriana Farfán   |
| Quinta árbitra      | Elizabeth Blanco |
| VAR                 | Wilfredo Campos  |
| AVAR                | Wilma Balderrama |
| Asesora de árbitras | Sandra Zambrano  |
| Quality Manager     | Barbra Bastias   |

| Estadísticas      | Bandera de Brasil | Bandera de Uruguay |
| Tiros             | 22                | 20                 |
| Tiros a puerta    | 7                 | 5                  |
| Faltas            | 16                | 8                  |
| Saques de esquina | 4                 | 4                  |
| Penaltis          | 1                 | 0                  |
| Fueras de juego   | 0                 | 0                  |
| Posesión de balón | 69%               | 31%                |

### Definición del tercer puesto

#### Argentina vs. Uruguay
| 1 de agosto | Argentina                                        | 2:2 (1:2) (5:4 p.)         | Uruguay                                              | Estadio Rodrigo Paz Delgado, Quito             |                                                |
| 19:00       | Cometti 24' · Bonsegundo 83' (pen.)              | Reporte                    | Pizarro 35' · Viera 45'                              | Árbitra: Emikar Calderas VAR: Milagros Arruela | Árbitra: Emikar Calderas VAR: Milagros Arruela |
|             |                                                  | Tiros desde el punto penal |                                                      |                                                |                                                |
|             | Bonsegundo · Braun · Roggerone · Cometti · Núñez |                            | Pa. González · Lacoste · Ramírez · Olivera · Pizarro |                                                |                                                |

| 1          | Guardameta     | Solana Pereyra       |     |
| 4          | Defensa        | Catalina Roggerone   |     |
| 13         | Defensa        | Sophia Braun         |     |
| 6          | Defensa        | Aldana Cometti       |     |
| 14         | Defensa        | Milagros Martín      | 81' |
| 5          | Centrocampista | Vanina Preininger    |     |
| 22         | Centrocampista | Betina Soriano       | 81' |
| 8          | Centrocampista | Daiana Falfán        | 66' |
| 15         | Centrocampista | Florencia Bonsegundo |     |
| 10         | Centrocampista | Maricel Pereyra      | 66' |
| 11         | Delantero      | Yamila Rodríguez     | 66' |
| Entrenador | Entrenador     | Germán Portanova     |     |

| 12         | Guardameta     | Agustina Sánchez     | 90+4' |
| 4          | Defensa        | Laura Felipe         |       |
| 2          | Defensa        | Stephanie Lacoste    |       |
| 15         | Defensa        | Fátima Barone        |       |
| 7          | Defensa        | Stephanie Tregartten | 90+4' |
| 19         | Centrocampista | Wendy Carballo       | 84'   |
| 8          | Centrocampista | Ximena Velazco       |       |
| 9          | Centrocampista | Pamela González      |       |
| 21         | Centrocampista | Juliana Viera        |       |
| 10         | Delantero      | Belén Aquino         | 70'   |
| 11         | Delantero      | Esperanza Pizarro    |       |
| Entrenador | Entrenador     | Ariel Longo          |       |

| 16 | Centrocampista | Sofía Domínguez    | 66' |
| 9  | Delantero      | Kishi Núñez        | 66' |
| 19 | Centrocampista | Agostina Holzheier | 66' |
| 18 | Delantero      | Carolina Troncoso  | 81' |
| 3  | Defensa        | Eliana Stabile     | 81' |

| 20 | Centrocampista | Ángela Gómez      | 70'   |
| 5  | Centrocampista | Micaela Fitipaldi | 84'   |
| 13 | Guardameta     | Sofía Olivera     | 90+4' |
| 6  | Centrocampista | Sindy Ramírez     | 90+4' |

| Anotado         | 24' | Aldana Cometti       | 1:0 |
| Anotado · Penal | 83' | Florencia Bonsegundo | 2:2 |

| Anotado | 35' | Esperanza Pizarro | 1:1 |
| Anotado | 45' | Juliana Viera     | 1:2 |

|                      |                  | 0:1 | Acierto de penal         | Pamela González   |
| Florencia Bonsegundo | Acierto de penal | 1:1 |                          |                   |
|                      |                  | 1:1 | Fallo de penal (atajado) | Sthepanie Lacoste |
| Sophia Braun         | Acierto de penal | 2:1 |                          |                   |
|                      |                  | 2:2 | Acierto de penal         | Sindy Ramírez     |
| Catalina Roggerone   | Acierto de penal | 2:3 |                          |                   |
|                      |                  | 3:3 | Acierto de penal         | Sofía Olivera     |
| Aldana Cometti       | Acierto de penal | 4:3 |                          |                   |
|                      |                  | 4:4 | Acierto de penal         | Esperanza Pizarro |
| Kishi Núñez          | Acierto de penal | 5:4 |                          |                   |

| Amonestado | 16'   | Pamela González |
| Amonestado | 68'   | Ximena Velazco  |
| Amonestado | 90+3' | Laura Felipe    |

| Árbitra             | Emikar Calderas    |
| Árbitras asistentes | Migdalia Rodríguez |
| Árbitras asistentes | Francis García     |
| Cuarta árbitra      | Marcelly Zambrano  |
| Quinta árbitra      | Viviana Segura     |
| VAR                 | Milagros Arruela   |
| AVAR                | Mariana Aquino     |
| Asesora de árbitras | Sandra Zambrano    |
| Quality Manager     | Cynthia Franco     |

| 1          | Guardameta     | Solana Pereyra       |     |
| 4          | Defensa        | Catalina Roggerone   |     |
| 13         | Defensa        | Sophia Braun         |     |
| 6          | Defensa        | Aldana Cometti       |     |
| 14         | Defensa        | Milagros Martín      | 81' |
| 5          | Centrocampista | Vanina Preininger    |     |
| 22         | Centrocampista | Betina Soriano       | 81' |
| 8          | Centrocampista | Daiana Falfán        | 66' |
| 15         | Centrocampista | Florencia Bonsegundo |     |
| 10         | Centrocampista | Maricel Pereyra      | 66' |
| 11         | Delantero      | Yamila Rodríguez     | 66' |
| Entrenador | Entrenador     | Germán Portanova     |     |

| 12         | Guardameta     | Agustina Sánchez     | 90+4' |
| 4          | Defensa        | Laura Felipe         |       |
| 2          | Defensa        | Stephanie Lacoste    |       |
| 15         | Defensa        | Fátima Barone        |       |
| 7          | Defensa        | Stephanie Tregartten | 90+4' |
| 19         | Centrocampista | Wendy Carballo       | 84'   |
| 8          | Centrocampista | Ximena Velazco       |       |
| 9          | Centrocampista | Pamela González      |       |
| 21         | Centrocampista | Juliana Viera        |       |
| 10         | Delantero      | Belén Aquino         | 70'   |
| 11         | Delantero      | Esperanza Pizarro    |       |
| Entrenador | Entrenador     | Ariel Longo          |       |

| 16 | Centrocampista | Sofía Domínguez    | 66' |
| 9  | Delantero      | Kishi Núñez        | 66' |
| 19 | Centrocampista | Agostina Holzheier | 66' |
| 18 | Delantero      | Carolina Troncoso  | 81' |
| 3  | Defensa        | Eliana Stabile     | 81' |

| 20 | Centrocampista | Ángela Gómez      | 70'   |
| 5  | Centrocampista | Micaela Fitipaldi | 84'   |
| 13 | Guardameta     | Sofía Olivera     | 90+4' |
| 6  | Centrocampista | Sindy Ramírez     | 90+4' |

| Anotado         | 24' | Aldana Cometti       | 1:0 |
| Anotado · Penal | 83' | Florencia Bonsegundo | 2:2 |

| Anotado | 35' | Esperanza Pizarro | 1:1 |
| Anotado | 45' | Juliana Viera     | 1:2 |

|                      |                  | 0:1 | Acierto de penal         | Pamela González   |
| Florencia Bonsegundo | Acierto de penal | 1:1 |                          |                   |
|                      |                  | 1:1 | Fallo de penal (atajado) | Sthepanie Lacoste |
| Sophia Braun         | Acierto de penal | 2:1 |                          |                   |
|                      |                  | 2:2 | Acierto de penal         | Sindy Ramírez     |
| Catalina Roggerone   | Acierto de penal | 2:3 |                          |                   |
|                      |                  | 3:3 | Acierto de penal         | Sofía Olivera     |
| Aldana Cometti       | Acierto de penal | 4:3 |                          |                   |
|                      |                  | 4:4 | Acierto de penal         | Esperanza Pizarro |
| Kishi Núñez          | Acierto de penal | 5:4 |                          |                   |

| Amonestado | 16'   | Pamela González |
| Amonestado | 68'   | Ximena Velazco  |
| Amonestado | 90+3' | Laura Felipe    |

| Árbitra             | Emikar Calderas    |
| Árbitras asistentes | Migdalia Rodríguez |
| Árbitras asistentes | Francis García     |
| Cuarta árbitra      | Marcelly Zambrano  |
| Quinta árbitra      | Viviana Segura     |
| VAR                 | Milagros Arruela   |
| AVAR                | Mariana Aquino     |
| Asesora de árbitras | Sandra Zambrano    |
| Quality Manager     | Cynthia Franco     |

| Estadísticas      | Bandera de Argentina | Bandera de Uruguay |
| Tiros             | 8                    | 7                  |
| Tiros a puerta    | 4                    | 3                  |
| Faltas            | 17                   | 15                 |
| Saques de esquina | 6                    | 1                  |
| Penaltis          | 1                    | 0                  |
| Fueras de juego   | 1                    | 1                  |
| Posesión de balón | 65%                  | 35%                |